# Pfarrkirche St. Oswald bei Zeiring

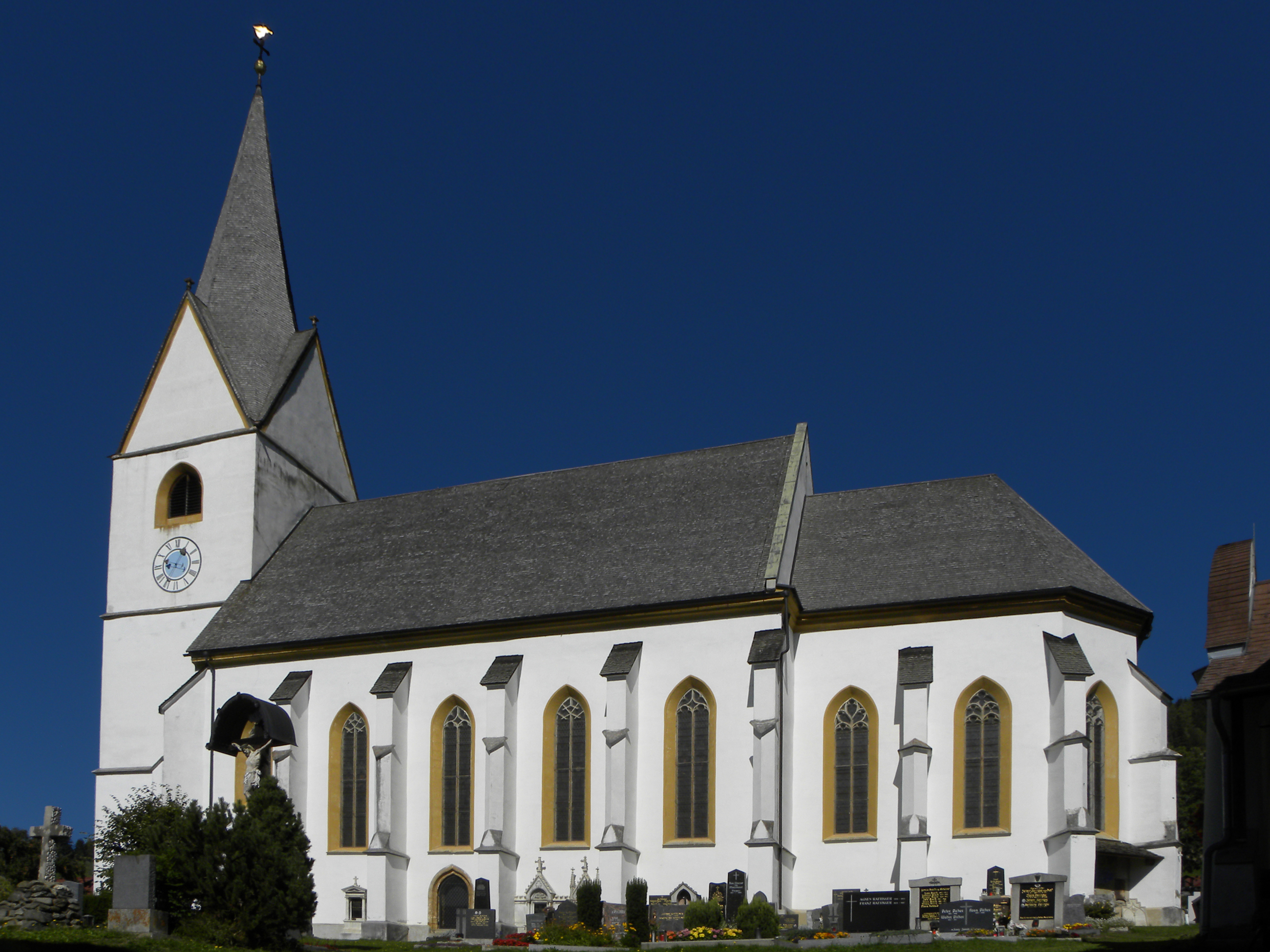
Katholische Pfarrkirche St. Oswald bei Zeiring

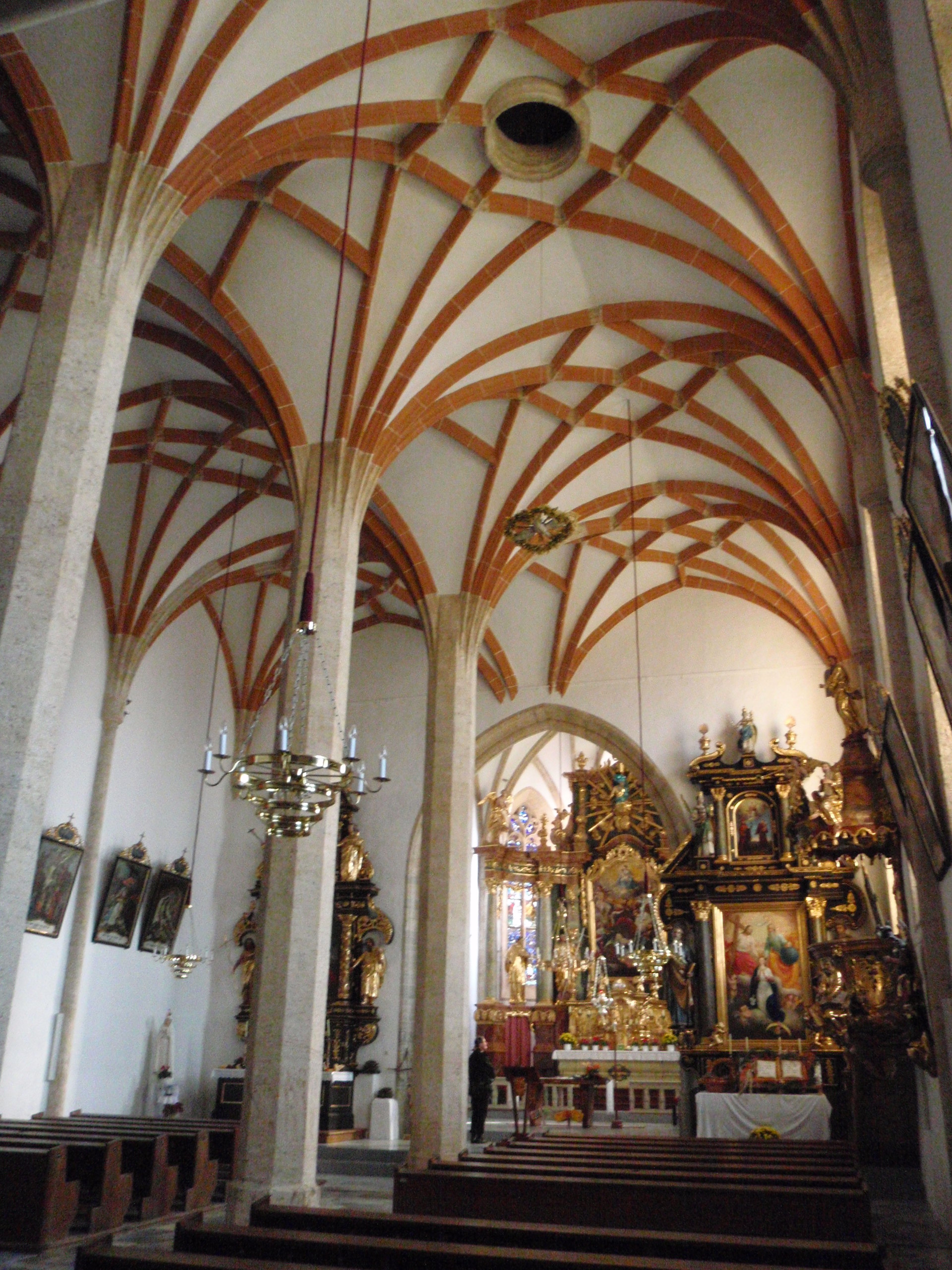
Langhaus, Blick zum Chor

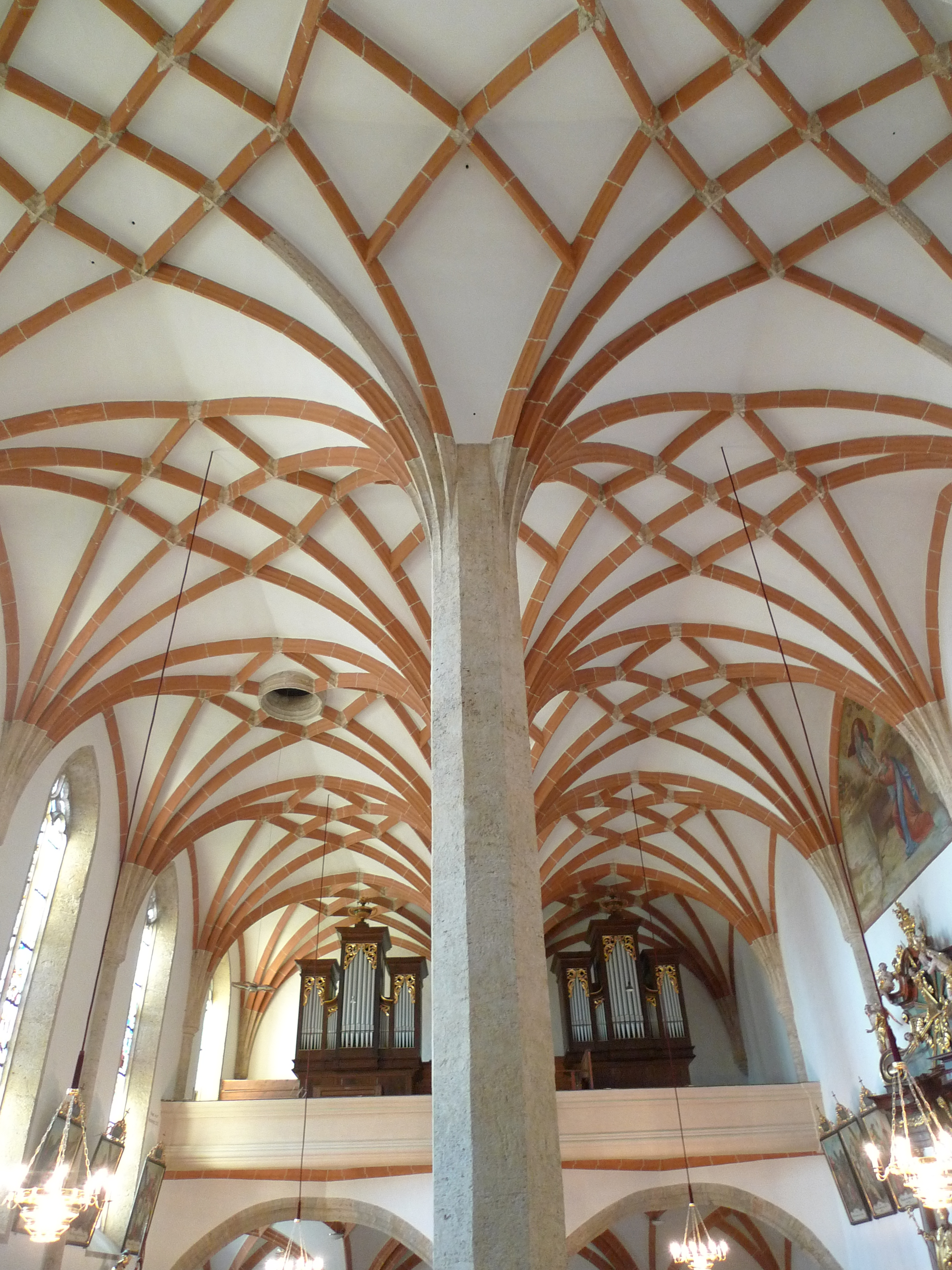
Langhaus, Blick zur Orgelempore

Die römisch-katholische Pfarrkirche St. Oswald bei Zeiring steht in leichter Hanglage in der Ortschaft Sankt Oswald bei Zeiring der Marktgemeinde Pölstal im Bezirk Murtal der Steiermark. Die dem Patrozinium des hl. Oswald unterstellte Pfarrkirche gehört zur Region Obersteiermark West (Dekanat Judenburg) in der Diözese Graz-Seckau. Die Kirche und der Friedhof stehen unter Denkmalschutz (Listeneintrag).

## Geschichte
Urkundlich wurde 1285 eine Kirche genannt. Die bemerkenswerte zweischiffige spätgotische Hallenkirche wurde urkundlich um 1468 durch den Meister Caspar, wohl vom Judenburger Bürger Caspar der Stikger, begonnen, die Einwölbung erfolgte um 1496/1499 durch den Meister Christoph Marl. Die Kirche wurde 1903 renoviert. Die Kirche wurde 1956 innen und 1980 außen restauriert.

## Architektur
Das Kirchenäußere zeigt dreifach abgetreppte Strebepfeiler, an den Enden der Westfront übereck gestellt. Der wuchtige dreigeschoßige Westturm aus 1471 wurde 1558 ausgebaut und 1733 wiederhergestellt, er trägt einen achtseitigen Spitzzwiebelhelm mit Seitengiebeln. Im nördlichen Turmwinkel tritt das Wendeltreppenhaus zur Empore etwas hervor. Die spätgotisch verstäbten kielbogigen West- und Südportale haben beim Südportal eine eisenbeschlagene Tür. Die Sakristei steht nördlich am Chor.
Das Kircheninnere zeigt eine zweischiffige fünfjochige Halle mit einem Netzrippengewölbe mit geviertelter Mittelraute auf Achteckpfeilern und 3/4-Runddiensten. Der eingezogene niedrige Fronbogen ist spitzbogig und profiliert. Der um zwei Stufen erhöhte stark eingezogene niedrige Chor ist einjochig mit einem Dreiachtelschluss, der runde Schlussstein zeigt den hl. Oswald, das Netzrippengewölbe ruht auf 3/4-Runddiensten. Die Sakramentsnische hat kein Gitter. Die spätgotische Westempore hat eine gerade Brüstung, der Bogen darunter ist in beiden Jochen zurückspringend und netzrippenunterwölbt, eine Spindeltreppe führt zur Empore. Die Kirche hat zweibahnige Maßwerkfenster mit figürlichen Scheiben aus 1903 und 1929. Die Turmhalle hat ein Kreuzgratgewölbe. Die Sakristei ist tonnengewölbt, die darüber liegende Paramentenkammer beinhaltet einfache barocke Schränke.

## Einrichtung
Der Hochaltar aus 1772 mit Umgangsportalen nimmt den Chorschluss ein, er wurde vom Judenburger Maler Ignaz Loy 1774 gefasst, er zeigt das Altarbild hl. Oswald mit Muttergottes und trägt die Statuen der Heiligen Sebastian, Wolfgang, Florian und Isidor.
Die Mensa eines gotischen Altars im Langhaus schuf Balthasar Prandtstätter 1752, darauf steht eine bemerkenswerte Rokoko-Pietà aus dem dritten Viertel des 18. Jahrhunderts.
Die Orgel mit einem zweigeteilten Gehäuse schuf Carl Schehl 1819. Eine Glocke nennt 1708.

## Grabdenkmäler
- Außen das Grabmal des Gewerken Weinmeister 1843.
- Am Haus südlich der Kirche Grabstein Andrä Friimman gestorben 1608.